# Metsämäki
Metsämäki est un quartier du district Maaria-Paattinen à Turku en Finlande,.

## Description
Le quartier de Metsämäki est principalement une zone industrielle avec de nombreuses entreprises Metalcenter Group Oy Ab, Ibernavel Oy, Mastermark Oy...
Le quartier comprend aussi la décharge et le centre de déchets de Topinoja.
L'hippodrome de Metsämäki a été élu piste de trot 2006.

## Transports
Metsämäki est desservi par la Kantatie 40, la Valtatie 9 et la route européenne 18.
L'aéroport de Turku est située au nord ouest de Metsämäki.